# Abraham Bekhar
 (septembre 2021).
Abraham Bekhar ou Avraham Bechar (en hébreu : אברהם בכר), dit Abramiko, né le 1er juillet 1914 et mort le 24 septembre 2004 ou 2005, est le rabbin de la communauté judéo-bulgare de son arrivée en Israël jusqu’à son décès. Cumulant cette fonction avec celle de rabbin du club de football Maccabi de Jaffa où il réside, il est une figure centrale de sa communauté.

## Biographie
Né à Édirne dans l’Empire ottoman, il est envoyé dans un orphelinat à Plovdiv à la mort de son père. Il y apprend l’hébreu et la Torah puis, constatant la frusteté de la communauté en matière de judaïsme, retourne en Turquie en 1927 pour être formé à la péritomie et l’abattage rituels.
Il épouse Bella en 1937 et aura d’elle deux enfants. En 1942, il réside à Vidin où il sauve quelque 718 individus des précipitations qui submergent la ville cette année ; cette action d’éclat lui vaudra une décoration décernée par le roi Boris III de Bulgarie ainsi qu’une récompense monétaire de cent mille leva.
Le 31 juillet 1948, il débarque en Israël à la tête de 50 000 Juifs bulgares. Il s’installe à Jaffa où il ouvre d’abord une fumerie de poisson puis une épicerie sur le boulevard Jérusalem ; celle-ci devient avant longtemps le lieu de rassemblement de la communauté bulgare ainsi qu’un lieu de prière. Abramiko (« le petit Abraham ») officie en tant que rabbin, décisionnaire, abatteur, péritomiste, chantre et ministre officiant aux mariages et enterrements. Ses offices sont simplifiés, entrecoupés de traits d’esprit en judéo-espagnol et sa femme l’accompagne pour les chants depuis la section réservée aux femmes. Passionné de football, il participe à l’édification du club Maccabi de Jaffa dont l’équipe est entièrement composée de Juifs bulgares. Devenu le rabbin de l’équipe à titre officiel, il se rend dans sa motocyclette Vespa qu’il utilise pour tous ses déplacements, au club pour réciter des versets bibliques en hébreu ou en judéo-espagnol pour porter chance aux joueurs avant leurs matches et entraînements, même le sabbat après les prières. 
Bien qu’il l’ait fait pour empêcher les jeunes de « traîner dans les rues, » ses divers écarts à l’orthodoxie empêchent sa reconnaissance par le grand-rabbinat d’Israël qui envoie toujours un représentant lors des mariages présidés par Abramiko afin de les avaliser. Dirigeant incontesté de la communauté judéo-bulgare, il suscite souvent la controverse en dehors d’elle, répondant à ses opposants que « les cieux sont les cieux de Dieu et la terre, il l’a donnée aux fils de l'homme » (Psaume 115:16).